# Maracanaço

Das Maracanã, Schauplatz des Maracanaço (Juni 1950, vor Turnierstart)

Maracanaço (portugiesisch) oder Maracanazo (spanisch), sinngemäß etwa „Schock von Maracanã“, ist eine vor allem in Südamerika geläufige Bezeichnung für das entscheidende Spiel der Fußball-Weltmeisterschaft 1950 zwischen Brasilien und Uruguay, das Brasilien vor heimischem Publikum im Maracanã in Rio de Janeiro 1:2 verlor.
Das Spiel hält mit rund 200.000 Zuschauern den Publikumsrekord aller Fußballspiele der Geschichte. Die Niederlage als hoher Favorit vor eigenem Publikum gilt in Brasilien bis heute als traumatisch. Im übertragenen Sinn steht der Begriff für eine unerwartete und endgültige Niederlage. Das Spiel gilt als historischer Tiefpunkt des brasilianischen Fußballs. Erst bei der Fußball-Weltmeisterschaft 2014 in Brasilien kam es mit einem 1:7 im Halbfinale gegen Deutschland zu einer Niederlage, der als Mineiraço (sinngemäß „Schock von Mineirão“) ein ähnlicher Stellenwert beigemessen wurde.

## Vorgeschichte
| Pl. | Land      | Sp. | S | U | N | Tore    | Diff. | Punkte |
| --- | --------- | --- | - | - | - | ------- | ----- | ------ |
| 1.  | Brasilien | 2   | 2 | 0 | 0 | 013:200 | +11   | 04:0   |
| 2.  | Uruguay   | 2   | 1 | 1 | 0 | 005:400 | +1    | 03:10  |
| 3.  | Spanien   | 2   | 0 | 1 | 1 | 003:800 | −5    | 01:30  |
| 4.  | Schweden  | 2   | 0 | 0 | 2 | 003:100 | −7    | 0:40   |

Zur Endrunde der Fußball-Weltmeisterschaft 1950 waren nur 13 Mannschaften in Brasilien angetreten; drei qualifizierte Nationen hatten ihre Teilnahme aus unterschiedlichen Gründen abgesagt. So hatte Uruguay in der ersten Gruppenphase nur einen Gegner und musste lediglich ein Spiel absolvieren, das allerdings gegen Bolivien deutlich gewonnen wurde (8:0). Schweden setzte sich in einer Dreiergruppe durch, Brasilien und Spanien jeweils souverän in regulären Vierergruppen.
Zum ersten und bisher einzigen Mal gab es kein K.-o.-System und kein eigentliches Endspiel. Vielmehr spielten die vier Gruppensieger eine Finalrunde gegeneinander, was auch durch das finanzielle Interesse an einer größeren Anzahl von Spielen bedingt war. In der Endrunde wurde das brasilianische Team zunächst seiner Favoritenrolle gerecht und deklassierte Schweden und Spanien mit 7:1 bzw. 6:1. Uruguay spielte weniger überzeugend: Gegen Spanien wurde ein Remis erreicht (2:2), und gegen Schweden lag die Mannschaft Uruguays bis 13 Minuten vor Schluss mit 1:2 zurück, ehe Stürmer Óscar Míguez mit zwei Treffern für den glücklichen 3:2-Sieg sorgte. Somit hätte Brasilien in der letzten Partie gegen Uruguay ein Remis gereicht, um das Turnier zu gewinnen.
Die Auswahl Brasiliens war die bis dahin erfahrenste brasilianische Nationalmannschaft. Die Spieler hatten im Schnitt 18,9 Länderspiele bestritten. Acht Jahre später, im Finale 1958, wurde dieser Wert überschritten. Die Spieler der ersten Weltmeistermannschaften (Uruguay 1930, Italien 1934 und 1938) waren im Schnitt zuvor in 22,1 Spielen zum Einsatz gekommen.

## Letzter Spieltag am 16. Juli 1950

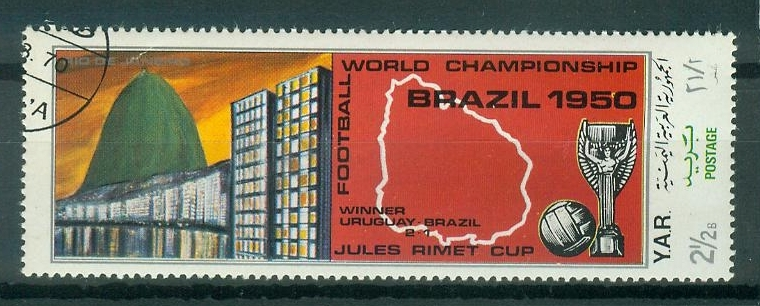
Briefmarke aus dem Jemen über die Weltmeisterschaft 1950

Das De-facto-Endspiel fand im Maracanã in Rio de Janeiro statt, dem damals größten Stadion der Welt und von 1948 bis 1950 für das Turnier gebaut. Am Tag des Spiels hatte das Stadion schon um acht Uhr morgens geöffnet, am Mittag war es schon überfüllt. Währenddessen fand draußen ein improvisierter Karneval statt, in freudigem Blick auf den vermeintlich kommenden Weltmeistertitel. Wie viele Zuschauer das Spiel im Stadion genau sahen, kann nicht mehr festgestellt werden. Als gesichert gilt auf jeden Fall die Zahl 173.850, oft wird auch die Zahl 199.854 oder gar 203.851 genannt.
Das parallel im Estádio do Pacaembu in São Paulo stattfindende Spiel zwischen Schweden und Spanien (Endstand 3:1) konnte nach den Ergebnissen der beiden ersten Spieltage der Finalrunde keine Auswirkungen mehr auf die Entscheidung über den Turniersieger haben.

### Vorbereitungen

#### Brasilien
Der Druck auf Brasiliens Mannschaft war immens. Schon am Tag des Spiels wurden die Spieler in den Zeitungen Weltmeister genannt. Am Abend zuvor hatten die Brasilianer das Quartier gewechselt. Die Mannschaft hatte damit aber keine Ruhe mehr und wurde von Freunden, Familienmitgliedern, Journalisten und v. a. Politikern besucht. Ende des Jahres sollten Wahlen in Brasilien stattfinden und so wurde das Mittagessen zweimal unterbrochen, da die Mannschaft Reden von Politikern lauschen musste. Außerdem bekam jeder Spieler schon vor dem Spiel eine Uhr geschenkt, auf deren Unterseite stand: „Den Weltmeistern“. Eine ordentliche Vorbereitung war also kaum möglich. In der Sitzung vor dem Spiel erklärte Nationaltrainer Flávio Costa, dass es vor allem darauf ankäme, dass die Brasilianer der Welt zeigten, dass sie keine rohen Treter seien, und deshalb befahl der Trainer: „Keine Foulspiele!“

#### Uruguay
Die Uruguayer wussten, dass sie die Außenseiter und etwa 200.000 Zuschauer gegen sie sein würden. Somit spielten sie mit einer defensiven Ausrichtung. Das Passspiel der Brasilianer sollte unterbunden werden und Brasiliens Topstürmer Ademir, der bis dahin im Turnier neun Mal getroffen hatte, bekam gleich zwei Gegenspieler.

### Spielverlauf
Das entscheidende Spiel der Finalrunde war das einzige Spiel dieser Weltmeisterschaft, vor dem die Hymnen beider Teams gespielt wurden. Danach folgte noch eine Rede des Präfekten von Rio de Janeiro, Mendes de Moraes, in der er Zuversicht auf einen Sieg Brasiliens äußerte.
Die Taktik der Mannschaft Uruguays ging in der ersten Halbzeit weitgehend auf. Ademir konnte kaum in Aktion treten und das Passspiel der Brasilianer funktionierte ebenfalls nicht. Die Zuschauer feierten trotzdem, denn ein Unentschieden reichte, um den Coupe Jules Rimet, den Pokal des Weltmeisters bis 1970, zu gewinnen.
Zwei Minuten nach Beginn der zweiten Halbzeit erzielten die Brasilianer das 1:0 durch Friaça. Die Uruguayer gaben jedoch nicht auf. Immer wieder wurden sie von ihrem Mannschaftskapitän Obdulio Varela angetrieben. Schließlich erzielte Schiaffino nach Vorlage von Ghiggia in der 66. Minute den Ausgleich.
Nach diesem Treffer wird das brasilianische Team als verunsichert beschrieben. Uruguay übernahm die Kontrolle. In der 79. Minute ließ Ghiggia erneut seinen Gegenspieler Bigode stehen, zog an ihm vorbei, täuschte einen Pass zu Schiaffino an, schoss aber platziert ins kurze Eck. Für viele überraschend führte Uruguay. Der brasilianische Radioreporter berichtete zunächst ganz normal: „Schiaffino hat den Ball jetzt im Mittelfeld, hält ihn. Jetzt auf Außen zu Ghiggia, der zieht in den Strafraum … und 2:1 für Uruguay.“ Dann bemerkte er, was passiert war, und sagte siebenmal hintereinander denselben Satz: „Uruguay hat getroffen …“
Der Jubel im Stadion brach ab, Ghiggia sagte später darüber: „Nur drei Personen brachten das Maracanã zum Schweigen: Papst Johannes Paul II., Frank Sinatra und ich.“
| Pl. | Land      | Sp. | S | U | N | Tore    | Diff. | Punkte |
| --- | --------- | --- | - | - | - | ------- | ----- | ------ |
| 1.  | Uruguay   | 3   | 2 | 1 | 0 | 007:500 | +2    | 05:10  |
| 2.  | Brasilien | 3   | 2 | 0 | 1 | 014:400 | +10   | 04:20  |
| 3.  | Schweden  | 3   | 1 | 0 | 2 | 006:110 | −5    | 02:40  |
| 4.  | Spanien   | 3   | 0 | 1 | 2 | 004:110 | −7    | 01:50  |

Kurz vor dem Tor war FIFA-Präsident Jules Rimet die Tribüne herab in das Innere des Stadions gegangen, um nach dem Spiel den Brasilianern den Pokal zu übergeben. Während er im Inneren des Stadions war, schoss jedoch Ghiggia das 1:2. Als Rimet am Spielfeld ankam, herrschte Stille im Stadion, es gab keine Siegerehrung. Die Pokalübergabe fand im Verborgenen statt. Rimet schrieb später:

„Durch die Tunnel der Riesentribüne begab ich mich beim Stand von 1:1 zur Siegesfeier, um den Brasilianern die Trophäe zu überreichen. Als ich auf den Platz kam, herrschte im Stadion eine Totenstille. Uruguay hatte eben sein zweites Tor geschossen und war Weltmeister. Plötzlich gab es keine Ehrengarde mehr, keine Nationalhymne, keine Ansprache vor dem Mikrofon, keine glanzvolle Siegesfeier. Ich fand mich allein inmitten der Volksmenge, von allen Seiten bedrängt, mit dem Pokal in meinen Händen, ohne zu wissen, was ich tun sollte. Ich hielt nach dem uruguayischen Kapitän Ausschau und überreichte ihm – fast im Geheimen – den Pokal und streckte ihm die Hand hin, ohne ein Wort sagen zu können. Später legte sich die Verwirrung. Die Menschenmenge brach langsam auf, wie wenn sie vom Friedhof käme. Funktionäre und brasilianische Spieler gratulierten den Siegern mit einer traurigen, aber zugleich herzlichen Verbeugung.“

#### Spieldaten
| Uruguay | Uruguay | Brasilien | Brasilien | Aufstellung                         |
| --- | --- | --- | --------- | ----------------------------------- |
| Uruguay | \| 3. Finalrundenspieltag \| \| 16. Juli 1950 um 15:00 Uhr (Ortszeit) in Rio de Janeiro (Maracanã) \| \| Ergebnis: 2:1 (0:0) \| \| Zuschauer: 173.850 (offiziell), ca. 220.000 (inoffiziell), knapp 200.000 (tatsächlich) \| \| Schiedsrichter: George Reader ( England); Schiedsrichterassistenten: Arthur Ellis ( England), George Mitchell ( Schottland) \| \| Spielbericht \| | \| 3. Finalrundenspieltag \| \| 16. Juli 1950 um 15:00 Uhr (Ortszeit) in Rio de Janeiro (Maracanã) \| \| Ergebnis: 2:1 (0:0) \| \| Zuschauer: 173.850 (offiziell), ca. 220.000 (inoffiziell), knapp 200.000 (tatsächlich) \| \| Schiedsrichter: George Reader ( England); Schiedsrichterassistenten: Arthur Ellis ( England), George Mitchell ( Schottland) \| \| Spielbericht \| | Brasilien | Aufstellung Uruguay gegen Brasilien |
| Uruguay | Roque Máspoli, Matías González, Eusebio Tejera, Schubert Gambetta, Obdulio Varela , Víctor Rodríguez Andrade, Alcides Ghiggia, Julio Pérez, Oscar Míguez, Juan Schiaffino, Rubén Morán Cheftrainer: Juan López | Moacyr Barbosa, Augusto , Juvenal, Bauer, Danilo, Bigode, Friaça, Zizinho, Ademir, Jair, Chico Cheftrainer: Flávio Costa | Brasilien | Aufstellung Uruguay gegen Brasilien |
| Uruguay | 1:1 Juan Schiaffino (66.) 2:1 Alcides Ghiggia (79.) | 0:1 Friaça (47.) | Brasilien | Aufstellung Uruguay gegen Brasilien |
| 3. Finalrundenspieltag | | |           |                                     |
| 16. Juli 1950 um 15:00 Uhr (Ortszeit) in Rio de Janeiro (Maracanã)                                                          | | |           |                                     |
| Ergebnis: 2:1 (0:0) | | |           |                                     |
| Zuschauer: 173.850 (offiziell), ca. 220.000 (inoffiziell), knapp 200.000 (tatsächlich)                                      | | |           |                                     |
| Schiedsrichter: George Reader ( England); Schiedsrichterassistenten: Arthur Ellis ( England), George Mitchell ( Schottland) | | |           |                                     |
| Spielbericht | | |           |                                     |

### Nach dem Spiel
Noch Stunden nach dem Spiel saßen Zehntausende Menschen stumm im Stadion. Als die Reinigungskräfte Stunden später das Stadion betraten, entdeckten sie vier Leichen. Drei Zuschauer waren einem Herzinfarkt erlegen, ein weiterer hatte Suizid verübt, indem er sich von der Tribüne gestürzt hatte.
Uruguays Kapitän Varela ging am Abend mit dem Masseur des Teams an der menschenleeren Copacabana entlang und besuchte schließlich eine Bar, als ein Brasilianer diese betrat, ihn erkannte und in Tränen ausbrach. In Rio de Janeiro wurden die Zeitungen, die an diesem Tag erschienen bzw. noch hätten erscheinen sollen und in denen die Brasilianer als Weltmeister dargestellt wurden („Heute wird Brasilien Weltmeister!“), verbrannt.

## Folgen
Eine Folge des Spiels war, dass die brasilianische Fußballnationalmannschaft nicht mehr in weißen Trikots spielte. Bis zum Maracanaço war das die übliche Farbe. Danach wurde sie durch Blau-Gelb ersetzt, das heute als Symbol für die brasilianische Nationalmannschaft gilt.
Die brasilianischen Politiker, die an der Vorbereitung und der Durchführung der Weltmeisterschaft beteiligt waren, versuchten sich von dem Turnier und der Nationalmannschaft zu distanzieren, dennoch unterlag der seit 1946 amtierende Präsident Eurico Gaspar Dutra bei der Wahl Ende 1950.
Mit José Carlos Bauer wurde nur einer der Brasilianer aus dem Spiel zur folgenden Weltmeisterschaft in der Schweiz in den Kader berufen. Aus Mitleid mit seinen Gegenspielern aus dieser Partie lud Uruguays Kapitän Varela jedes Jahr an seinem Geburtstag alle Spieler beider Mannschaften zum Essen ein. Stürmer Zizinho stellte immer bei Beginn einer Weltmeisterschaft sein Telefon ab, um nicht wegen des Spiels von 1950 befragt zu werden.
Am schlimmsten traf es Torwart Moacyr Barbosa, der oft für die Niederlage verantwortlich gemacht wurde. Das restliche Leben war für ihn eine Qual. Kurz vor seinem Tod gab er im Jahr 2000 ein Interview, in dem er sagte: „Die höchste Strafe in Brasilien sind 30 Jahre Haft. Aber ich büße nun schon 50 Jahre für etwas, das ich nicht einmal begangen habe.“
Der Schütze des Siegtreffers, Ghiggia, war erstaunt, als er 50 Jahre nach dem Spiel bei seiner Einreise nach Brasilien von einer Zollbeamtin Mitte 20 gefragt wurde, ob er der Ghiggia sei. Ghiggia sagte: „Ja, aber das ist doch schon 50 Jahre her.“ Sie antwortete: „Aber in Brasilien spüren wir diesen Moment noch heute!“